# Bjørn Dæhlie
Bjørn Erlend Dæhlie (Elverum, Norvégia, 1967. június 19. –) norvég sífutó, üzletember. Nyolcszoros olimpiai és kilencszeres világbajnok, ezzel minden idők legeredményesebb férfi sífutója.

## Pályafutása
Bjørn Dæhlie 1967-ben született Elverumban, Norvégiában. Később Nannestadba költözött, itt is nőtt fel. Először 21 évesen, 1988-ban került be a norvég olimpiai csapatba, így utazhatott Calgaryba, a téli olimpiára. Az ezt követő évben már a világkupában is debütált, első versenyén pedig rögtön 11. lett 15 km-es szabadstílusban.
1989 decemberében, a szezon első versenyén megszerezte az első világkupa-győzelmét: 15 km-es szabadstílusú sífutásban diadalmaskodott, abban a versenyszámban, amelyben az első futamát is teljesítette.
Második szezonjában, 1990-ben dobogós volt az összetett világkupában, egy esztendővel később megismételte ezt a bravúrt. 1991-ben ráadásul ő lett a legjobb norvég, megelőzve a címvédő Vegard Ulvangot. Ugyanebben az évben, Val di Fiemme-ben két vb-címet szerzett: előbb 10 km-en, majd a 4 × 10 km-es váltóval is diadalmaskodott.
1992-től aztán igazi Dæhlie-korszak köszöntött be: Albertville-ben, a téli olimpián háromszor állhatott fel a pódium tetejére, ezzel párhuzamosan az összetett világkupában is győzni tudott. 1993-ban megvédte címét, emellett újabb három világbajnoki aranyat szerzett a svédországi Falunban.
1994-ben két aranyérem mellé ugyanennyi ezüstöt gyűjtött a hazai rendezésű olimpián, Lillehammerben. Az összetett világkupában ezúttal szintén be kellett érnie a második helyezéssel. A rákövetkező idényben 1 arany, 3 ezüst volt a mérlege a Thunder Bay-ben rendezett világbajnokságon, egyetlen győzelmét a váltóval szerezte. 1996-ban ismét diadalmaskodott az összetettben, majd egy évvel később beállította a svéd Gunde Svan rekordját: zsinórban harmadszor, összességében ötödször tudta megnyerni a sífutók világkupa-küzdelmeit. Trondheimben ismét történelmet írt: megszerezte kilencedik, egyben utolsó világbajnoki aranyát.
1998-ban, Naganóban utolsó olimpiáját teljesítette, nem kevés sikerrel: 3 aranyérmet (10 km, 50 km, 4 × 10 km) és 1 ezüstérmet gyűjtött, így mind a mai napig ő a legeredményesebb sífutó, valamint téli olimpikon.
1998–1999-es szezonban Bjørn Dæhlie bejelentette visszavonulását. Utoljára még megnyerte az összetett világkupát, ám a Ramsauban megrendezett vb-n csak egy ezüst- és egy bronzérmet tudhatott magáénak. Így is minden idők egyik legnagyobb egyénisége mondott búcsút a sport világának.